# Ceroctis trifurca
Ceroctis trifurca là một loài bọ cánh cứng trong họ Meloidae. Loài này được Gerstaecker miêu tả khoa học năm 1854.